# Гванабара (залив)
Залив Гуанабара је океански залив лоциран на југоистоку Бразила, у држави Рио де Жанеиро. На његовој југозападној обали се налази град Рио де Жанеиро, а на југоисточној град Нитерој. Гуанабара је други по величини залив у Бразилу(412 km²). Залив је дугачак 31 километар и 28 километара широк. Његова уста су са сјеверне стране притиснута са Папагајовим Врхом (Pico do Papagaio), а са јужне Шећерном Главом.

## Историја
Када су португалски истраживачи први пут угледали овај залив, 1501. године, његове обале су већ насељавала разна племена бразилских индијанаца. Иако је, како неки мисле у заблуди, Гаспар ди Лемос залив крстио, 1. јануара, 1502. године у Јануарску Ријеку (Рио де Жанеиро), залив је већ има тупи име guará-nhã-pará, што значи њедра мора, слична ријеци, одакле потиче и данашње име, Гуанабара. Први европљани који су га угледали, су га овако описивали: ... залив је тако добро осликан и саграђен, да га је једино Бог, Свемогући могао направити!. Током наредних вијекова, главни улаз у Рио је био кроз залив. Водени саобраћај у заливу је веома интензиван, повезујући центар Рија са острвима Пакета и Вилгањон, као и центар Нитероја са Ријом. Од 1974. године на самим устима залива се налази мост који повезује Рио и Нитерој.

## Географија
Просјечна дубина залива је 3 метра, а најдубљи је на самом улазу, гдје износи 17 метара.
У заливу се налази преко 130 острва највише на његовој јужној страни, укључујући:
- Lajes
- Говернадор (на којем се налази међународни аеродром Карлос Жобим)
- Galeão
- Пакета (на којем нема ауто-саобраћаја)
- Cobras
- Flores
- Fiscal
- Вилгањон
- Фундао (на којем је сједиште Универзитетског кампуса)

На сјеверној страни залива, захваљујући седиментним таложењима налазе се највеће површине под мангровом, које често угосте делфине и понеког кита.
Рељеф у заливу је идеалан за луке, а најбољи примјери су луке у Рију и Нитероју.

## Околина - Екологија
Тренутно, залив је отерећен отпадним водама, како канализационим водама околних насељатако и индустријским отпадом. Иако постоји 55 ријека које се улијевају у залив, као и чињеница да се вода из залива мијеша са водом у отвореном мору, преко 14000 индустријских постојења на рубу залива успијева да га загади.
Површина са које се све воде сливају у залив је око 4.000 km² унутар које је налазе и градови и мјеста
Дуке де Кашијас, São João de Meriti, Белфорд Рошу, Нилополис, Сао Гонсало, Маже, Guapimirim, Итаборај, Тангуа, као и дијелови Рио де Жанеира, Нитероја, Нова Игуасуа, Cachoeiras de Macacu, Rio Bonito и Петрополиса. У овој се регији налази око 10 милиона становника што чини 80% укупног становништва државе Рио де Жанеиро, која је у задњих 20 година 20. вијека била најбрже растућа држава у Бразилу. Од почетка 1990-их овај је регион постао мјесто највећег пројетка опоравка околине, спонзорисаног од владе Јапана. Нажалост, овај пројекат је тренутно заустављен.

### Узрочници загађивања
На великом дијелу руба залива се налазе разне грађевине као што су луке, мостови и путеви.

#### Уништавање мангрове
Од првобитних 260 km² залива, колико је било прекривено мангровом, данас је остало само 82 km². Уништавањем овог дрвета, онемогућава се живот других животиња чији је опстанак везан за ово дрво. Посљедица овога је смањење дубине залива.

#### Индустијски загађивачи
Око 14000 индустријских постројења је одговорно за огромне количине токсичних материја у водама залива. Највећи загађивач је за сигурно Петробрасова рафинерија нафте у Дуке де Кашијасу која је одговрна за излијевање разних нафтних деривата и тешких метала у залив. Процјењује се да дневно у залив излије загађења:
- 400 тона канализације становништва,
- 64 тоне смећа органске индустрије,
- 7 тона нафтних деривата,
- 300 килограма тешких метала

#### Еколошке несреће
Као да основни загађивачи нису довољни, такође се дешавају и акутне еколошке несреће, скоро у сваком од индустријских постројења. У јануару 2000. године, истицање 1,3 милиона литара нафте у залив је узроковало велику штету на мангровама и воденом животу уопште. Такође, у марту 2006. године, се догодио велики помор рибе у заливу, за који је оптужен међународни аеродром Карлос Жобим, на којем су, приликом прања авиона, отпадну воду испустили, грешком, у залив.